# Pomnik Tysiąclecia Państwa Polskiego w Bydgoszczy

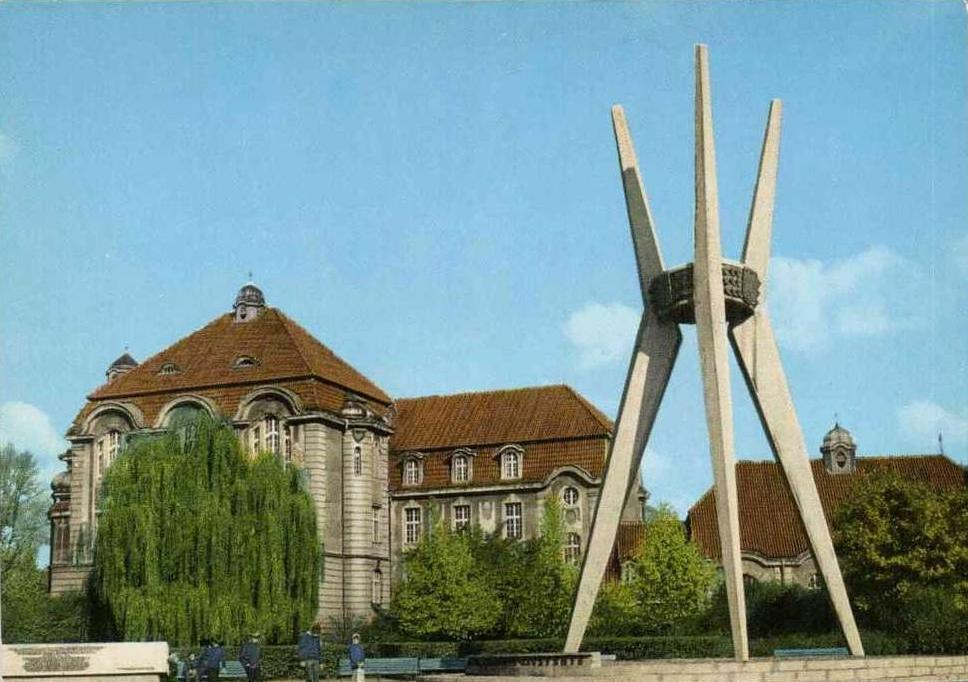
Zdjęcie Pomnika w pierwszych latach jego istnienia

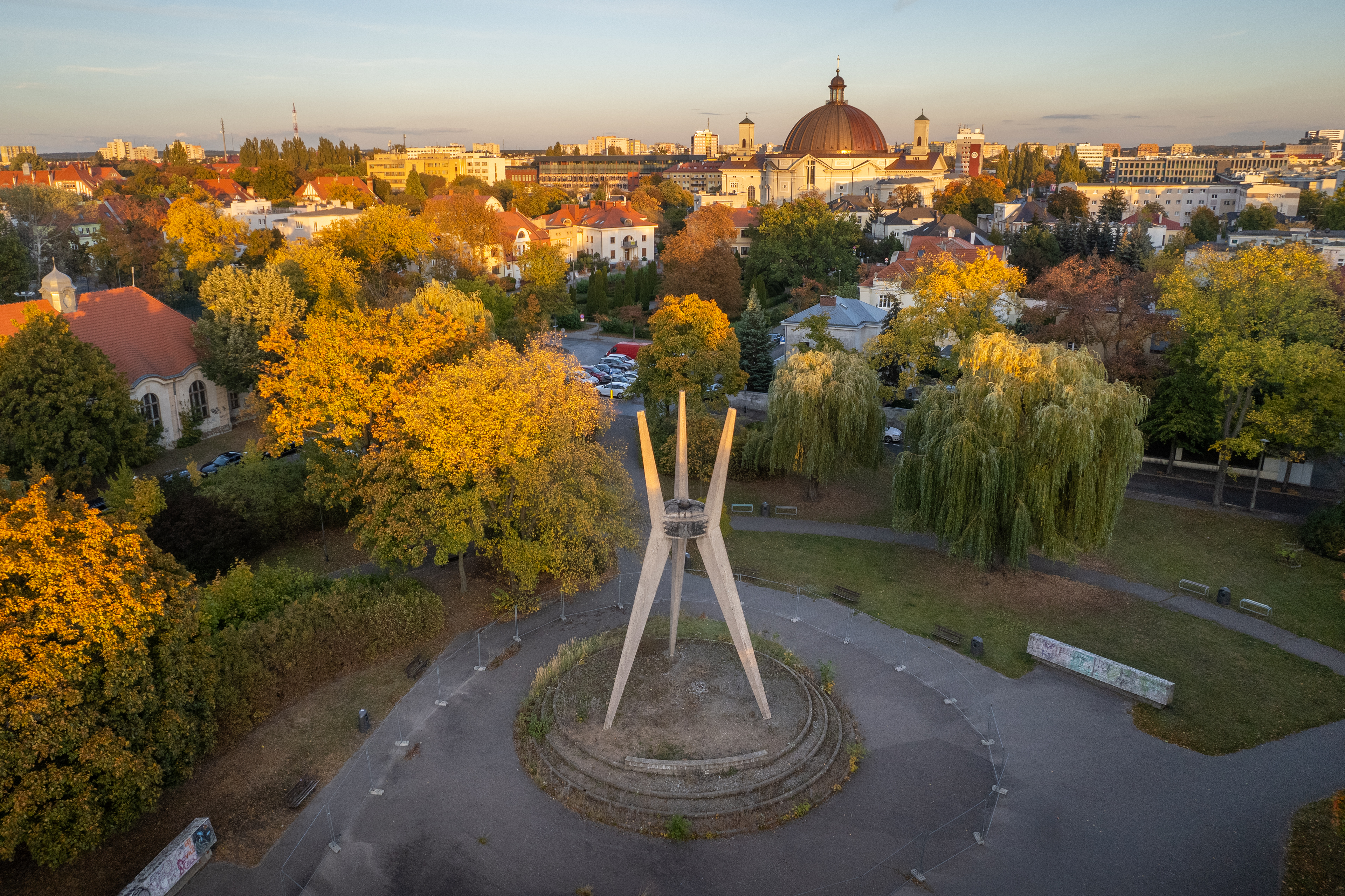
Pomnik Tysiąclecia z lotu ptaka

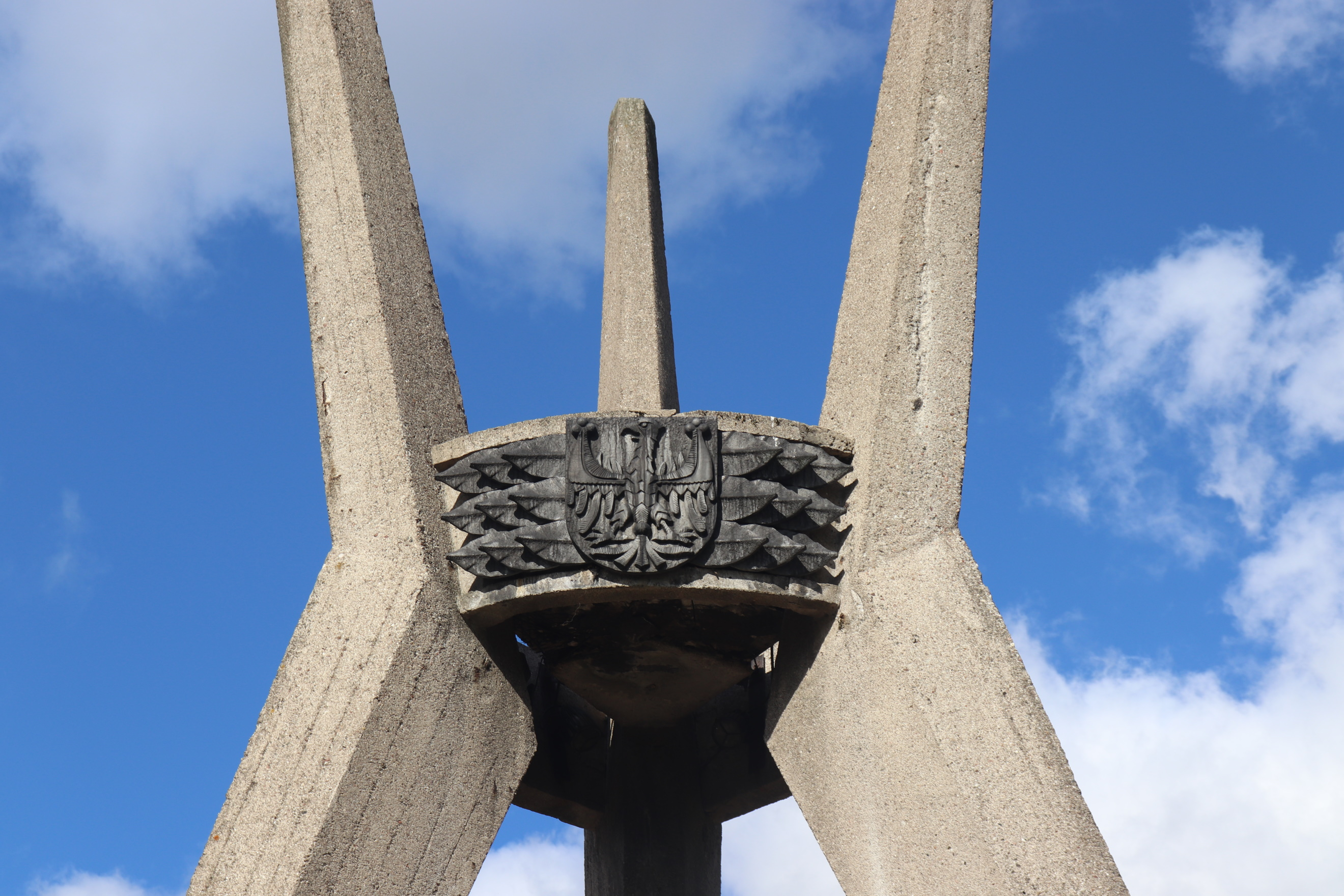
Zbliżenie na wieniec Pomnika z widocznym orłem piastowskim

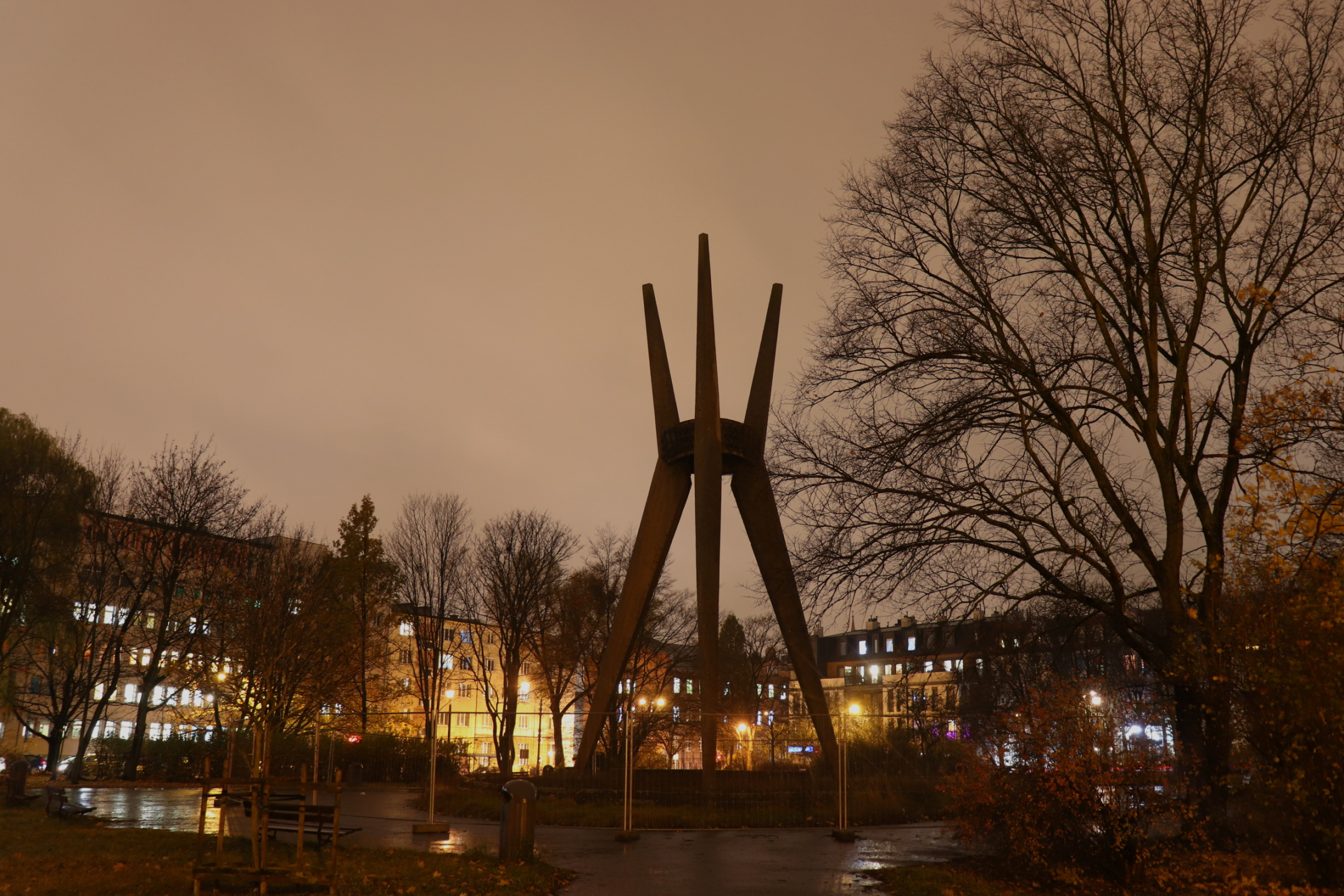
Pomnik Tysiąclecia nocą, bez sprawnego podświetlenia

Pomnik Tysiąclecia Państwa Polskiego – rzeźba miejska w Bydgoszczy na Skwerze Leszka Białego, zaprojektowana w stylu brutalistycznym przez Stanisława Lejkowskiego. Obiekt odsłonięto 22 lipca 1967 roku w związku z obchodami Tysiąclecia Państwa Polskiego.

## Okoliczności powstania
W związku z tysięczną rocznicą Chrztu Polski w 1966 roku, władza socjalistyczna organizowała na terenie kraju obchody tysiąclecia polskiej państwowości, które miały przyćmić kościelne obchody uroczystości. Jednym z elementów koronujących obchody na terenie ówczesnego województwa bydgoskiego, oprócz budowy m.in. szkół „tysiąclatek”, miało być wzniesienie pomnika upamiętniającego tę rocznicę. Zaprojektowanie rzeźby zlecono miejscowemu artyście, Stanisławowi Lejkowskiemu, który włączył do projektu symbolikę. Pierwotny projekt różnił się od zrealizowanego monumentu. Pomnik miały okrążać z dwóch stron schody, po bokach których na płaskorzeźbach miała być przedstawiona historia Polski od chrztu do współczesności, tj. 1967 roku. Centralnym elementem miał być trójnóg symbolizujący gniazdo, na którym lądował orzeł, nawiązujący do legendy o Lechu, Czechu i Rusie. Całość miała być otoczona zaaranżowaną zielenią miejską. Władzy w finalnym projekcie nie odpowiadała liczba odniesień do kościoła katolickiego oraz kształt orła. Schody nie mogły zostać zrealizowane z przyczyn terenowych. Projektu jednak nie zarzucono i wzniesiono jego najistotniejszą część: żelbetowy trójnóg, centrum założenia. Obiekt ozdobiły płaskorzeźby dłuta Eweliny Szczech-Siwickiej i Henryka Siwickiego. Pomnik został wzniesiony w czynie społecznym i odsłonięty w najważniejsze święto państwowe PRL – 22 lipca. Przecięcia wstęgi dokonał ówczesny I Sekretarz Komitetu Wojewódzkiego PZPR Tadeusz Ludwikowski.

## Opis
Pomnik Tysiąclecia Państwa Polskiego w Bydgoszczy ma kształt ekspresyjnej bryły o trzech nogach, schodzących się w 2/3 wysokości w spinający je wieniec i dalej rozchodzących się w postaci trzech ramion. Wykonane są one z żelbetu, na którym miejscami widać szalunek. Centralnym punktem pomnika jest wieniec, który pierwotnie miał stanowić gniazdo orła. Ściany wieńca są łukowato wygięte i pokryte metalem. Na środku każdego boku jest tarcza z historycznym przedstawieniem godła państwowego (dla każdej strony przedstawiająca wersję z innego okresu), od którego odchodzą nakładające się warstwami pióra. Każde ramię oraz noga pomnika były nocą podświetlane, co nadawało pomnikowi dodatkową warstwę artystyczną i symboliczną. Trójnóg postawiony został na postumencie o owalnym kształcie, który od strony południowo-zachodniej posiadał napis LUD ZIEMI BYDGOSKIEJ OJCZYŹNIE, który nie dotrwał do naszych czasów. 
Forma trójnogu jest ekspresyjna i futurystyczna, co wpisuje ten obiekt w nurt brutalizmu, jako jedynego przedstawiciela w regionie. Obok trójnogu znajdują się dwa cokoły, które według pierwotnej koncepcji miały podtrzymywać płaskorzeźby, natomiast w zrealizowanej nosiły one inskrypcje, dedykowane Ludowi Pracującemu. Pomnik został wpisany w kwartał między ulicami Markwarta, Staszica, Reymonta i Kasprowicza, który obecnie nosi imię podporucznika Leszka Białego. Wokół Trójnogu znajduje się niewielki asfaltowy plac oraz zieleń miejska, stwarzająca korzystne warunki do spacerów.

## Współczesność
Po 1989 roku w mediach co pewien czas pojawiały się postulaty jego wyburzenia. W 2009 roku planowano sprzedać skwer z przeznaczeniem na obiekt o dużej kubaturze. Plany te nie zostały zrealizowane, co ocaliło ten fragment miasta przed degradacją urbanistyczną. Od 2017 roku środowiska nacjonalistyczne postulują wybudowanie w tym miejscu pomnika Żołnierzy Wyklętych, co również nie zostało zrealizowane. 
Pod koniec listopada 2020 roku wokół pomnika pojawiło się ogrodzenie ochronne. 19 sierpnia 2021 roku wpłynęło ogłoszenie przetargu na demontaż pomnika razem z postumentem. Wywołało to reakcję środowiska miłośników architektury oraz działaczy miejskich. Plan ratusza wywołał ogólnopolski sprzeciw. Według ekspertyzy z października 2020 roku, wykonanej na polecenie miasta Bydgoszczy, ze względu na stan techniczny pomnika mógłby on się zawalić w trakcie robót przy wykonywaniu zbiorników retencyjnych, co spowodowane było kilkudziesięcioletnimi zaniedbaniami i brakiem konserwacji konstrukcji. Władze miasta bez konsultacji z organami pomocniczymi zleciły demontaż dzieła. 12 października 2021 roku odbył się spontaniczny protest bydgoskich stowarzyszeń i aktywistów miejskich, połączonych z konferencją prasową. Nie zmieniło to jednak decyzji bydgoskiego ratusza, mimo protestu mieszkańców, a także listów od lokalnego oddziału Stowarzyszenia Architektów Polskich. Także Rada do spraw Estetyki Miasta Bydgoszczy jednogłośnie opowiedziała się za pozostawieniem pomnika. Miasto z góry opłaciło wykonawcę robót rozbiórkowych i demontaż Pomnika miał nastąpić do końca listopada 2021 roku, jednak 12 listopada 2021 roku decyzją Wojewódzkiego konserwatora zabytków w Toruniu rozpoczęto procedurę wpisu monumentu do rejestru zabytków, co oznaczało ocalenie pomnika przed wyburzeniem w najbliższym czasie i dało perspektywę na wpis do rejestru zabytków. 16 listopada 2021 roku w bydgoskim ratuszu odbyło się spotkanie przedstawicieli władz miasta z obrońcami Trójnogu. 11 maja 2022 pomnik został wpisany do rejestru zabytków. 23 lipca 2022 roku odbyła się uroczystość 55-lecia odsłonięcia pomnika, połączona z debatą na temat przyszłości skweru oraz samej konstrukcji, a także wystawą fotografii autorstwa Jana Trojana. 

## Nazwa
Stosowaną nazwą, którą oficjalnie posługują się władze miasta oraz media, jest Pomnik Tysiąclecia Państwa Polskiego w Bydgoszczy. Spotkać można się również z nazwą Pomnik Czynu Społecznego, która to nazwa była najczęściej stosowaną w PRL. Problem z nazewnictwem wynika z faktu, że monument miał równocześnie upamiętniać obchody tysiąclecia polskiej państwowości, jak i zwieńczać wszystkie projekty wykonane dotychczas w ramach czynów społecznych na terenie województwa bydgoskiego. W Expressie Bydgoskim można spotkać połączenie tych nazw: Pomnik Czynu Społecznego 1000-lecia.
W mowie potocznej monument ten określa się jako Trójnóg, Stojak, Taboret, Sputnik, Pomnik przy szóstce (z racji lokalizacji przy VI Liceum Ogólnokształcącym).